# Bonneviella superba
Bonneviella superba är en nässeldjursart som beskrevs av Nutting 1915. Bonneviella superba ingår i släktet Bonneviella och familjen Bonneviellidae. Inga underarter finns listade i Catalogue of Life.